# 나가세촌 (후쿠시마현)
나가세촌(長瀬村)은 후쿠시마현 야마군에 일찍이 존재했던 촌이다. 

## 지리
- 현재의 이나와시로정의 서부에 위치한다.

## 역사
- 1889년 4월 1일 - 정촌제 시행에 의해 야하타촌, 미사토촌, 가와게타촌이 합병해 야마군 나가세촌이 성립하였다.
- 1955년 7월 20일 - 이나와시로정에 편입해, 소멸하였다.

## 인구
- 1889년 2,249
- 1907년 2,645
- 1920년 2,731
- 1947년 3,919

## 교통

### 철도
- 일본국유철도 반에쓰사이선

## 참고문헌
- 角川日本地名大辞典編纂委員会『角川日本地名大辞典 7 福島県』、角川書店、1981年 ISBN 4040010701
- 日本加除出版株式会社編集部『全国市町村名変遷総覧』、日本加除出版、2006年、ISBN 4817813180